# Ekhoe
Ekhoe (születési neve: Tircs András) magyar rapper, énekes és dalszövegíró. A 2020-as évek elején vált ismertté a hazai trap és emo rap színtéren. Zenéjét melankolikus hangulat, introspektív szövegek és modern trap alapok jellemzik.

## Életrajz
Tircs András Tatabányán született, majd gyermekkorának egy részét az Egyesült Királyságban, Bristolban töltötte. Kamaszként kezdett el zenével foglalkozni, először SoundCloudon és YouTube-on publikálta dalait.

## Karrier
Pályafutása elején az On The Low (OTL) nevű kollektíva tagjaként vált ismertté, amely több feltörekvő trap előadónak adott platformot. Az OTL részeként szerepelt többek között a Costa Rica című dalban, majd szólóprojektjei következtek.
2023-ban jelent meg debütáló albuma, a Sose alszok, amelyen olyan dalok szerepelnek, mint a Spanom ugyanez, Smash! vagy Százszorszép. A lemez rövid időre eltűnt a streaming platformokról jogviták miatt, de később visszakerült.
2023. júliusában Mihályfi Lucával közösen adta ki a Villám című dalt, amelyhez videóklip is készült. A szám felkerült a magyar Single Top 40 slágerlistára is.
2025 áprilisában több társával együtt kilépett az OTL-ből, és független előadóként folytatta pályáját.
2025-ben jelent meg második albuma, az ULTRA, amely zeneileg a rage trap és ambient vonalak felé mozdult el.

## Művészete
Ekhoe stílusát leginkább a trap, az emo rap és a cloud rap műfaji elemei határozzák meg. Szövegei gyakran reflektálnak mentális egészségügyi problémákra, párkapcsolati témákra, valamint a fiatal felnőttek kiüresedésére és szorongásaira. Előadásmódját erős érzelmi töltet jellemzi.

## Fontosabb megjelenések
- Costa Rica (2022) – közreműködés az OTL projektben
- Sose alszok (2023, album)
- Spanom ugyanez (2023)
- Smash! (2023)
- Százszorszép (2023)
- Villám (2023) – Mihályfi Lucával közös dal
- ULTRA (2025, album)

## Online jelenlét
- youtube csatorna (stream).
- Spotify oldala
- Ekhoe a SoundCloudon
- Ekhoe az Instagramon